# 日食彗星
日食彗星（にっしょくすいせい、Eclipse comet）とは、彗星の1つである。
彗星の命名規則による符号ではC/1948 V1であるこの日食彗星は、1948年11月1日の皆既日食の発生中に発見されたため、この名称がつけられた。ほかにも日食中に発見された彗星はいくつか存在するが、C/1948 V1は最も有名である。ジェット推進研究所では日食彗星の名をC/1948 V1のみにつけている。このとき既に視等級で-2等級の明るさを持っていた。尾の長さは最大で30度になり、南半球では12月末まで肉眼での観測が出来た。
日食彗星は、発見の1ヶ月以上前の10月27日に近日点に達したと考えられている。離心率は0.999935という値であり、仮に回帰してきたとしても次回の近日点通過は96980年頃になる。